# 中道町
中道町（なかみちまち）は、山梨県東八代郡にあった町である。
町名は、甲斐国と駿河国を結ぶ古代以来の脇往還である中道往還（駿州往還（河内道）と若彦路の中間であることから）に由来する。

## 地理
甲府盆地の南東端に位置する南の玄関口。縦長の町域で、国道358号が南北を貫く。北部は笛吹川中流左岸の河岸低地で、笛吹と合流する滝戸川が中央を流れ、市街が展開。南部の御坂山地から続く曽根丘陵で、前面には小円丘がある。南部は御坂山地に属する。

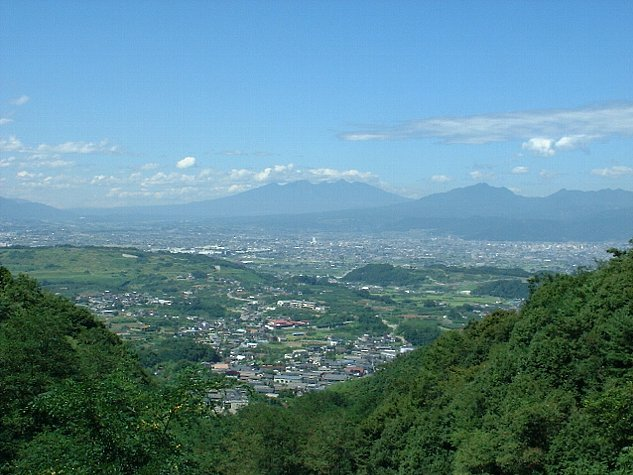
右左口峠付近から北西望　正面奥は八ヶ岳

- 山：滝戸山、米倉山
- 河川：笛吹川、滝戸川、間門川

## 歴史

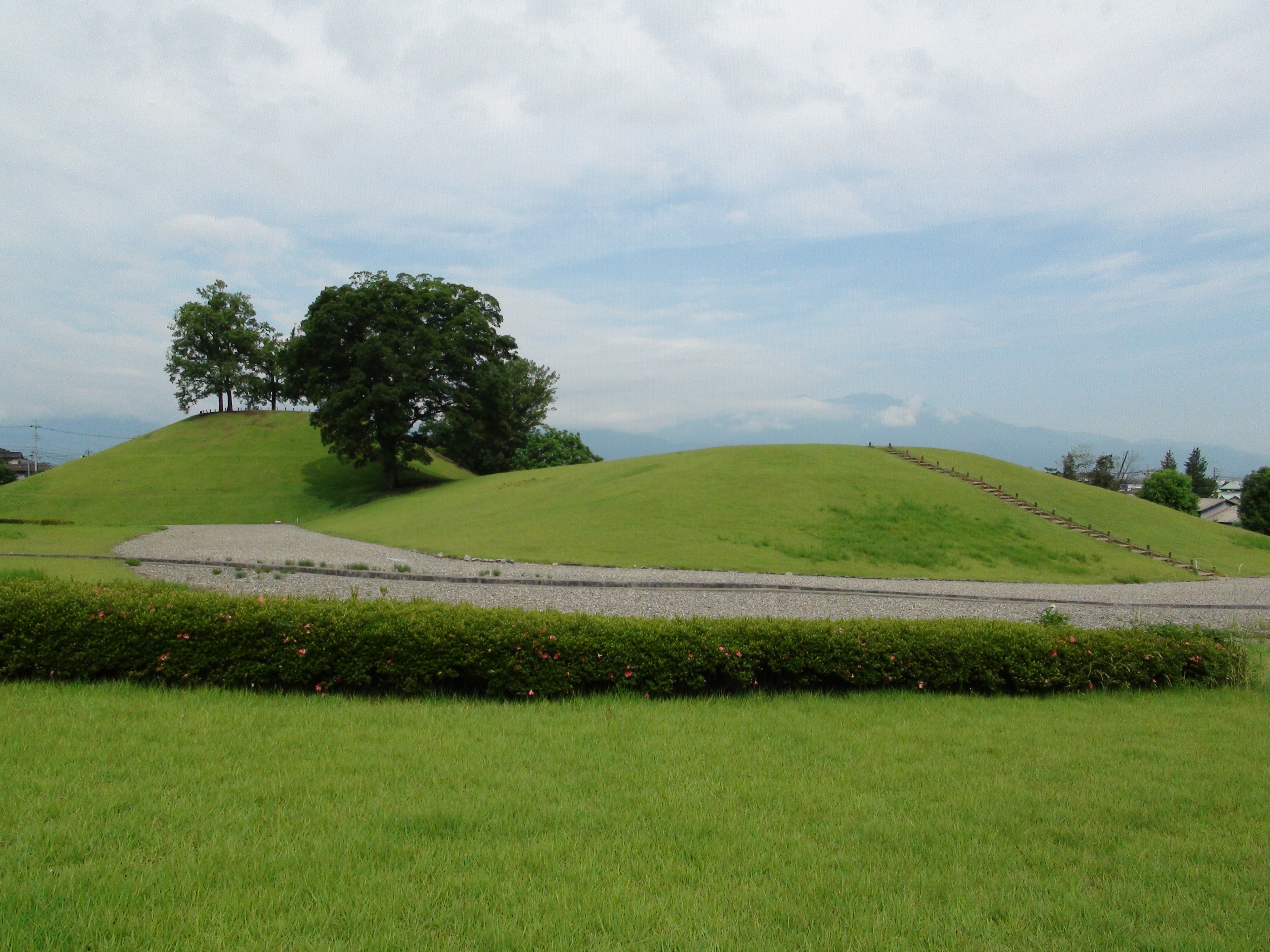
甲斐銚子塚古墳

曽根丘陵は更新世に形成され、上部は厚いローム層で旧石器時代から古墳時代に至る遺跡が数多く発掘されている。
旧石器時代の遺物が出土している立石遺跡にはじまり、縄文・弥生の遺跡として縄文中期の集落のある右左口の上野原遺跡、下向山の上の平遺跡などがある。弥生時代の遺跡では米倉山山頂の菖蒲池遺跡、宮ノ上遺跡、東山北遺跡、立石遺跡などが分布し、上の平遺跡の方形周溝墓群はこれらの共同墓域であると考えられている。
古墳時代には中道往還を経て東海地方から流入した古墳文化が曽根丘陵において展開され、盆地最古級の古墳で県内唯一の前方後方墳である小平沢古墳をはじめ、東山古墳郡に属する前方後円墳の大丸山古墳や4世紀後半の甲斐銚子塚古墳を最大とし、はじめ丸山塚古墳など畿内的特徴のある大型古墳が集中しており、畿内で確立したヤマト王権が東国に影響を及ぼした際の拠点にしていたと考えられている。銚子塚以後には中道勢力は衰退し古墳の築造は盆地各地へ拡散し、やがて古代甲斐国の中心地域は盆地東部へと移行するが、町域でも東山地域に6世紀の横穴式石室を持つ考古博物館構内古墳や、銀象嵌大刀や馬具、銅椀などを伴う稲荷塚古墳の存在があり、古墳後期から古代にも有力豪族が存在していたと考えられている。
古代には八代郡白井郷に比定されている。白井は白井郷の遺称地と考えられており、古代甲斐における中心地域であった山梨・八代両郡の境界付近にあたる。平安時代後期には甲斐源氏が進出し盆地各地へ土着するが、町域では曽根氏などを分出しているほか、鎌倉時代に金沢流北条氏家臣、戦国期には武田家臣となった向山氏などがいる。
中道往還は古代から甲駿最短の交通路として機能し、中世から近世に六十六部廻国納経所中世となった円楽寺や、龍華院などの寺院が創建され、甲斐における修験仏教の根拠地となった。また、中道往還は軍道でもあったため、戦国時代には守護武田氏において武田信縄と弟の油川信恵が争った際に、駿河国今川氏の支援を受けた信恵は上曾根の勝山城に拠り抵抗しており、しばしば今川氏に奪還されて侵攻拠点とされた。武田家滅亡後の遺領を巡って発生した天正壬午の乱においても徳川家康が勝山城を足がかりにしている。
河内路や若彦路の整備で中道往還の重要性は下がり、近世には米麦栽培のほか養蚕や木綿など商品作物の生産が行われた。近代には身延線の開通もあり打撃を受けるが、果樹栽培や養豚などに力を入れている。
近年は1964年（昭和39年）の県道113号甲府精進湖線や、1970年（昭和45年）の甲府精進湖有料道路の開通、1982年（昭和57年）の甲府南IC開設など交通基盤が整備され、企業や食品工業団地が進出している。また、甲斐銚子塚古墳は国の史跡に指定されたため付近は曽根丘陵公園として整備され、1982年（昭和57年）には山梨県立考古博物館・山梨県埋蔵文化財センターが併置され、県内における発掘調査や考古資料の展示活動を行っている。

### 沿革
- 1955年（昭和30年）3月1日 - 右左口村・柏村が新設合併して中道町が発足。
- 1965年（昭和40年）10月2日 - 右左口簡易水道創設。
- 2006年（平成18年）3月1日 - 甲府市に編入。同日中道町廃止。

## 交通
- 路線バス：甲府駅方面行き（各バス停）　市立甲府病院行き（各バス停）　豊富行き（各バス停）
- 高速バス：新宿駅（バスタ新宿）行き　（中道バス停）

### 道路
高速道路
- 中央自動車道：甲府南インターチェンジ

一般国道
- 国道140号
- 国道358号

都道府県道
- 山梨県道29号甲府玉穂中道線
- 山梨県道113号甲府精進湖線

## 教育
- 中道北小学校
- 中道南小学校
- 笛南中学校

## 史跡
- 風土記の丘・曽根丘陵公園
  - 山梨県立考古博物館
  - 甲斐銚子塚古墳
  - 大丸山塚古墳
  - 丸山塚古墳

## 出身有名人
- 山崎方代 - 歌人